# صراع بنغازي 2013
يعتبر صراع بنغازي 2013 في بنغازي، ليبيا جزءًا من آثار ثورة 17 فبراير، والذي بدأ بعد اندلاع اشتباكات بين المحتجين والمسلحين من كتائب درع ليبيا يوم 8 يونيو 2013.

## الخلفية
منذ ثورة 17 فبراير التي أطاحت بالجماهيرية العربية الليبية، وهناك قتال بين الفصائل يحدث بليبيا، وبالأخص في بنغازي (حيث بدأت أولى الاحتجاجات في 2011). وكانت المدينة مسرحًا لعدد من الهجمات قبل هذه الأحداث، منها ما هو مرتبط القتال الحزبي الليبي المستمر، فضلاً عن الهجوم على القنصلية الأمريكية في بنغازي.

## الإطار الزمني

### يونيو
في يوم 8 يونيو، قتل 31 شخصًا على الأقل وجرح 100 آخرون في اشتباكات في بنغازي بين المتظاهرين وميليشيا تعمل بموافقة وزارة الدفاع. وكان معظم القتلى من المدنيين وواحد من أفراد الميليشيا، مع ورود أنباء بمقتل 5 جنود فقط وأحد أفراد الميليشيا.
وفي الساعات الأولى من صباح يوم 15 يونيو، هاجم مئات من المسلحين يرتدون ملابس مدنية عدة منشآت أمنية في أنحاء المدينة، وعند إحدى النقاط أجبروا أعضاء فرقة المشاة الأولى على التخلي عن أجزاء من قاعدتهم أثناء اقتحامهم البوابة الرئيسية وإحراق أجزاء من المبنى. وقد قتل خلال الهجوم ستة جنود ليبيين على الأقل - أربعة منهم بطلق ناري من قناصة واثنان إثر الإصابة بطعنات. كان جميع القتلى من أفراد وحدة الجيش الليبي النخبة التي تعرف باسم الصاعقة. وأصيب أحد عشر شخصًا خلال الهجمات، منهم العديد من المهاجمين. وتم الإبلاغ عن اشتباكات بالقرب من الطريق المؤدي إلى المطار مما أدى إلى إغلاقه. وقد تم إرسال تعزيزات حكومية حسبما ذكر من العاصمة طرابلس. وقد اقترح رئيس وكالة مكافحة الجرائم في بنغازي بأن عناصر القذافي كانت في الواقع وراء الهجمات. وقد صرح الفريق سليمان بوشاح لراديو بنغازي أنه تم القبض على اثنين من أعضاء جماعة تخريب قذاف الدم. وادعى أن هذه الجماعة احترافية، ومهمتها هي إثارة الشقاق والاضطرابات، ويعتقد أنها وراء عدد من هجمات أخرى في بنغازي. ويعتقد أيضًا أن أعضاء هذه الجماعة هم أنصار للنظام السابق.
وفي يوم 19 يونيو، وقع صباحًا انفجار ضخم دمر مركز الشرطة تمامًا في حي الحدائق في بنغازي، ولكنه لم يسفر عن وقوع ضحايا. وقد ورد أن صوت الانفجار الذي وقع حوالي الساعة 2:30 صباحًا كان عاليًا لدرجة أنه تم سماعه في معظم مناطق بنغازي. وكان يعتقد عدم وجود إصابات داخل مركز الشرطة لأنه كان قد أغلق بعد هجوم سابق في مايو. وقد أخبر سمير اللمامي، أحد المقيمين في منطقة الحدائق وقد شاهد الانفجار، صحيفة ليبيا هيرالد «أن الانفجار أدى إلى التدمير الكامل لمركز الشرطة لدرجة تسويته بالأرض». وقد تكهن أيضًا أنه «ربما كانت هناك أكثر من قنبلة واحدة زرعت في مركز الشرطة لأن الانفجار كان قويًا لهذه الدرجة التي دمرت المركز تمامًا».

### يوليو
في 2 يوليو، انفجرت سيارة ملغومة عند نقطة تفتيش تحرسها قوات عسكرية خاصة، مما أسفر عن إصابة أربعة جنود وثلاثة مدنيين على الأقل.
وفي 26 يوليو، قتل الناقد عبد السلام المسماري من جماعة الإخوان المسلمين بعد مغادرته مسجد عقب صلاة الجمعة خلال شهر رمضان. وبعدها هاجم المتظاهرون ممتلكات الإخوان المسلمين في كل من بنغازي والعاصمة طرابلس. بعد ذلك بيومين، تم قصف المباني التي تستخدمها السلطة القضائية، ثم وقعت اشتباكات بين ميليشيا لم يذكر اسمها والقوات الخاصة العسكرية. في 29 يوليو، هاجمت ميليشيا مجهولة الهوية أيضًا مقر حزب الوطن في طرابلس، والذي يتزعمه عبد الحكيم بلحاج. وقال رئيس المكتب السياسي للحزب، جمال عاشور،: إنهم "حطموا النوافذ، وأطلقوا النار على أقفال الأبواب لفتحها وألقوا قنابل مولوتوف بالداخل. وقد كانت الخسائر خطيرة. ولكن لم يصب أحد بأذى. في اليوم نفسه، انفجرت سيارة مفخخة في بنغازي وجرح عقيد بحرية فيما قيل إنها "محاولة لاغتياله"؛ وصرح أيضًاعلي زيدان، رئيس الوزراء، أنه سيجري تعديلاً لحكومته في وقت قريب. وأضاف قائلاً، "اليوم اخترنا شخصية لوزارة الدفاع وغدًا [الثلاثاء] أو بعد غد سنقدم قائمة بالوزراء إلى الجمعية العامة [الوطنية]".

## النتائج المترتبة
وفقًا لمجلة ذا إيكونومست، في أعقاب قتال شهر يونيو، «قادة ليبيا يحتفلون بإعلانهم بداية نهاية حكم الميليشيات واستعادة دولة فاعلة»، في حين أن الليبراليين في ليبيا «يهتفون بزوال ما يرونه على أنه الجناح المسلح لخصومهم الإسلاميين». ومع ذلك، وفقًا لإسلامي، فإن قادة وحدة الصاعقة العسكرية - الذين كان لديهم تاريخ من الدم الفاسد منذ عهد القذافي - كانوا ينظمون، بدعم من القوات الغربية، انقلابًا عسكريًا لانتزاع السيطرة على المدينة من «أوصياء الثورة». وقد أدى هذا إلى مناخ لا يزال متوترًا في بنغازي.